# Аппаратная (станция)
Аппара́тная — железнодорожная станция в Екатеринбурге. Расположена на линии Екатеринбург – Егоршино. Входит в Екатеринбургский центр организации работы железнодорожных станций ДЦС-2 Свердловской дирекции управления движением. По объёму работы отнесена к 2 классу.
Станция находится на границе Кировского и Орджоникидзевского административных районов Екатеринбурга в промышленно-складской зоне в северо-восточной части города. Получила своё название в 1934 году по одновременно строившемуся неподалёку заводу «Уралэлектроаппарат» (ныне – «Уралэлектротяжмаш»).

## Инфраструктура
Основной парк станции «А» с вокзалом и большинство станционных зданий расположены со стороны микрорайона Аппаратный в Кировском районе. В здании вокзала имеется зал ожидания и билетная касса. Приём пассажирских поездов осуществляется на ближайший к вокзалу 1-й путь станции, вдоль которого расположена низкая пассажирская платформа.
С противоположной стороны парка «А» имеется выезд к улице Шефской в Орджоникидзевском районе города. Переходной мост через пути парка «А» станции отсутствует.
Чётную горловину парка «А» пересекает 56°52′01″ с. ш. 60°40′26″ в. д. путепровод Блюхера – Проезжая («Блюхеровский мост»), соединяющий микрорайоны Втузгородок и Шарташский и являющийся основным звеном расположенной вблизи от станции автодорожной развязки в направлении города Берёзовский, а также в микрорайоны Эльмаш и Комсомольский.
Парк «В» станции (бывшая грузовая станция Восточная) 56°52′09″ с. ш. 60°39′39″ в. д. расположен на cеверном грузовом обходе Екатеринбургского узла примерно в 500 м к юго-западу от основного парка «А» и соединён с ним одним электрифицированным и одним неэлектрифицированным путями, выходящими из чётной горловины парка «А» и пересекающими по ж.д. путепроводу улицу Шефскую. Со стороны станции Шарташ, за чётным входным светофором станции Аппаратная главный путь cеверного обхода отклоняется на северо-запад от линии Екатеринбург – Егоршино и заходит в нечётную горловину парка «В», минуя основной парк «А» станции. Примыкающий к станции однопутный электрифицированный перегон Шарташ – Аппаратная является общим, как для северного грузового обхода, так и для линии Екатеринбург – Егоршино.
Парк «В» состоит из четырёх путей. В чётном направлении (с запада) к нему примыкает однопутный электрифицированный перегон Звезда – Аппаратная северного грузового обхода Екатеринбурга. Для перехода через пути (ближе к чётной горловине парка) имеется пешеходный мост, соединяющий прилегающие районы улицы Шефской с северной частью Пионерского посёлка (в районе улиц Камчатской и Данилы Зверева). Движение пассажирских поездов через парк «В» не осуществляется.
К станции примыкает большое число железнодорожных путей необщего пользования. Основные примыкания: к парку «В» – пути завода «Уралэлектротяжмаш», Уральского турбинного завода и Машиностроительного завода им. Калинина; в чётной горловине парка «А» – пути, ведущие к Уральскому электромеханическому заводу и заводу ЖБИ «Бетфор»; в нечётной горловине парка «А» – пути Екатеринбургского электровозоремонтного завода (ЕЭРЗ), завода «Уралтрансмаш», а также путь, ведущий к промзонам города Берёзовский и на Новосвердловскую ТЭЦ.
Станция и прилегающие перегоны электрифицированы на постоянном токе напряжением 3кВ. Парк «В» (как станция Восточная) с прилегающими участками северного грузового обхода электрифицирован в 1973 году, основной парк станции «А» электрифицирован в 2003 году в составе участка Аппаратная – Монетная.

## Пассажирское движение
На станции останавливаются пригородные поезда, следующие из Екатеринбурга на Егоршино, Алапаевск (всего 5 пар в сутки). После проведения электрификации основного парка станции в 2003 году некоторое время осуществлялось курсирование электропоездов из Екатеринбурга до станции Монетная (2 пары в сутки), отменённое с 2006 года.

## Связь с общественным транспортом
Остановки общественного транспорта находятся на существенном удалении от вокзала станции и её основной инфраструктуры. Ближайшие остановки автобусов расположены на улицах Проезжая (автобусы 75, 90, 148, а также пригородные автобусы в Берёзовский) и Шефская (автобусы 033, 060,148). Кроме того, примерно в 800 метрах от станции, за путепроводом со стороны улицы Блюхера находится трамвайное кольцо «Шарташ» (трамваи 4, 16, 18, 20). В отдалённой перспективе недалеко от станции в районе транспортной развязки вблизи начала ул. Шефской планируется строительство станции метро  «Шефская».